# 2,4-Dinitrofenylohydrazyna
2,4-Dinitrofenylohydrazyna – aromatyczny związek chemiczny. Używany jest m.in. w chemii laboratoryjnej do wykrywania obecności grupy karbonylowej.